# Shitfun
Shitfun är det amerikanska death metal-bandet Autopsys fjärde studioalbum, släppt 1995 av skivbolaget Peaceville Records. Låttexterna belyser bland annat tortyr, sexuell förnedring, koprofili och nekrofili.

## Låtlista
| Nr           | Titel                     | Längd |
| ------------ | ------------------------- | ----- |
| 1.           | Deathmask                 | 2:50  |
| 2.           | Humiliate Your Corpse     | 3:27  |
| 3.           | Fuckdog                   | 0:42  |
| 4.           | Praise the Children       | 3:40  |
| 5.           | The Birthing              | 2:12  |
| 6.           | Shiteater                 | 2:33  |
| 7.           | Formaldehigh              | 0:52  |
| 8.           | I Sodomize Your Corpse    | 3:40  |
| 9.           | Geek                      | 4:07  |
| 10.          | Brain Damage              | 1:17  |
| 11.          | Blood Orgy                | 3:24  |
| 12.          | No More Hate              | 2:02  |
| 13.          | Grave Violaters           | 4:47  |
| 14.          | Maim Rape Kill Maim       | 5:04  |
| 15.          | I Shit on Your Grave      | 0:42  |
| 16.          | An End to the Misery      | 1:13  |
| 17.          | The 24 Public Mutilations | 3:10  |
| 18.          | Bathe in Fire             | 1:41  |
| 19.          | Bowel Ripper              | 1:12  |
| 20.          | Burnt to a Fuck           | 3:46  |
| 21.          | Excremental Ecstasy       | 3:15  |
| Total längd: | Total längd:              | 55:40 |

| 22. | Slaughterday                | 4:02 |
| 23. | Fiend for Blood             | 0:38 |
| 24. | Fleshcrawl                  | 0:41 |
| 25. | Torn from the Womb          | 3:05 |
| 26. | Shit Eater                  | 2:14 |
| 27. | Charred Remains             | 3:39 |
| 28. | Death Twitch                | 2:16 |
| 29. | Dead                        | 2:29 |
| 30. | Spinal Extractions          | 0:24 |
| 31. | Twisted Mass of Burnt Decay | 2:10 |

## Medverkande
Musiker (Autopsy-medlemmar)
- Chris Reifert – sång, trummor, basgitarr
- Danny Coralles – gitarr, basgitarr
- Eric Cutler – gitarr, basgitarr

Bidragande musiker
- Clint Bower – basgitarr
- Freeway Migliore – basgitarr
- Petri Toivonen – bakgrundssång
- Mika Toivonen – vokal

Produktion
- Tim Daly – producent, ljudtekniker
- Jonathan Burnside – producent
- Autopsy – producent
- Jon Chandler – logo